# Hervormd Lyceum West
Het Hervormd Lyceum West of HLW is een school voor voortgezet onderwijs aan de Hemsterhuisstraat en de Johan Huizingalaan in de wijk Slotervaart in Amsterdam (Nieuw-West). De school is een lyceum met een gemeenschappelijk brugjaar en de richtingen vwo, havo en vmbo (theoretische leerweg).
In 2015 telde de school ca. 850 leerlingen. Het HLW zet resultaten van het onderwijs op haar website.

## Geschiedenis

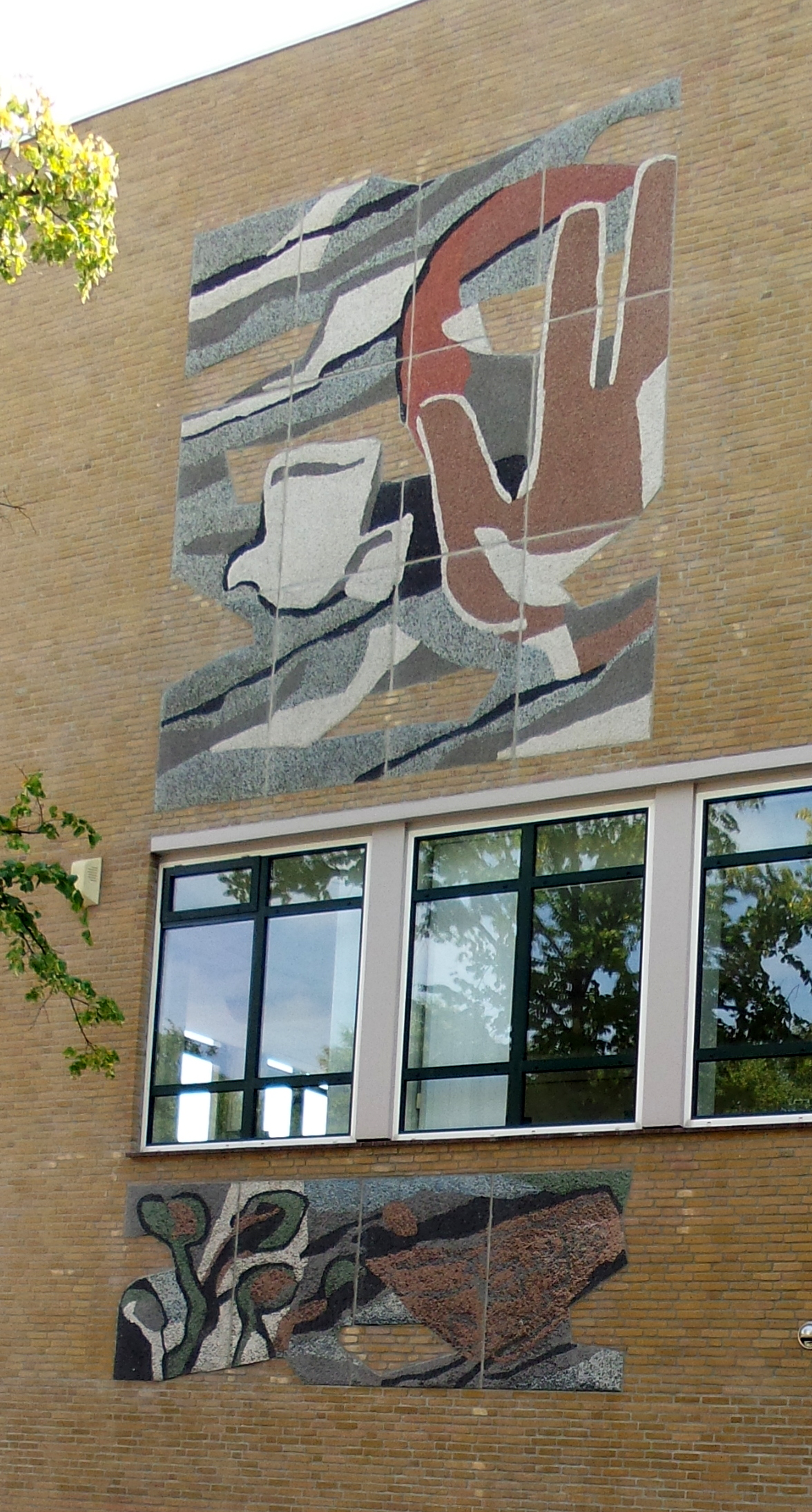
De scheppende hand en chaos, twee betonnen tegelvlakken uit 1962 met hand, vogel- boom- en aardmotieven in aardkleuren aan de gevel in de Hemsterhuisstraat van kunstenaar Raymond Both

In 1956 werd het Hervormd Lyceum West opgericht. De vereniging "Het Hervormd Lyceum", die al sinds 1929 een Hervormd Lyceum had, sinds 1934 gevestigd in in Amsterdam-Zuid, plaatste noodlokalen in de nieuwe westelijke "tuinsteden" van Amsterdam, zoals Slotermeer, Slotervaart en Osdorp.
Tussen 1960 en 1962 werd er nieuwbouw gepleegd. Dat gebouw is ontworpen door Frans den Tex (1897-1969) en Jan Hillebrants. De nieuwe school was nodig omdat zich in de omgeving kinderrijke gezinnen hadden gevestigd en de uit 1956 daterende noodscholen aan vervanging toe waren; de wind waaide er dwars doorheen. Aan de gevel verscheen een kunstwerk van Raymond Both. Door de invoering van de Mammoetwet verdwenen de schooltypes HBS en MMS. In 1968 werden op het HLW de afdelingen havo, atheneum en gymnasium opgericht.

### Hervormingen
In 1977 kwam een andere middelbare school, de Pro Rege Mavo (oorspronkelijk Pro Rege Mulo), onder het afdelingsbestuur West van de vereniging te staan. Tot 1982 bleven het HLW en Pro Rege als twee afzonderlijke scholen bestaan, waarna deze fuseerden. Onder de naam Het Hervormd Lyceum West, vormden zij een scholengemeenschap met de afdelingen mavo, havo, atheneum en gymnasium.
In 1984 werd de stichting Het Hervormd Lyceum West opgericht. Hiermee werd het HLW van haar moederschool afgescheiden en werd onafhankelijk. In 2000 is deze stichting opgegaan in de Stichting Ceder Groep, waarmee de beide hervormde lycea weer onder eenzelfde schoolbestuur vallen.

### Renovatie
In de jaren 2004 en 2005 werd het HLW gerenoveerd en uitgebreid. De noodgebouwen rondom het gebouw verdwenen. Ook het oude gebouw van Pro Rege Mavo werd niet meer gebruikt en is gesloopt. In plaats daarvan werd aan de Johan Huizingalaan een nieuwe vleugel gebouwd aansluitend aan het bestaande gebouw.

## Samenwerking
Tegenwoordig heeft het HLW samenwerkingsverbanden met joodse en protestants-christelijke scholen in Amsterdam en Amstelland. Dit zijn samenwerkingen op het gebied van organisatie, financiën en personeel. De andere Cederscholen zijn het Hervormd Lyceum Zuid (HLZ) en de Christelijke Scholengemeenschap Buitenveldert in Amsterdam, Hermann Wesselink College in Amstelveen en het Veenlanden College in Mijdrecht.

## Personeel
De school wordt bestuurd door een rector en twee conrectoren. Er zijn ongeveer 70 docenten.
Een bekende oud-leraar is de schrijver Tom van Deel.

## Bekende oud-leerlingen
- 3robi, rapper
- Tofik Dibi, politicus
- Ton Sijbrands, dammer
- Bert Verhoeff, fotograaf
- Lale Gül, schrijfster
- Sofyan Mbarki, politicus